# Tainanina yangchunensis
Tainanina yangchunensis är en tvåvingeart som beskrevs av Fan och Yao 1984. Tainanina yangchunensis ingår i släktet Tainanina och familjen spyflugor. Inga underarter finns listade i Catalogue of Life.